# Greenwich and Woolwich (circonscription du Parlement britannique)
Circonscription parlementaire de la Chambre des communes
La circonscription de Greenwich and Woolwich est une circonscription située dans le Grand Londres, et représentée à la Chambre des communes du Parlement britannique depuis 2015 par Matthew Pennycook du Parti travailliste.

## Géographie
La circonscription comprend :
- La partie nord-ouest du borough londonien de Greenwich
- Les quartiers de Greenwich et Charlton
- La ville de Woolwich

## Députés
Les Members of Parliament (MPs) de la circonscription sont :
| Législature                                           | Années       | Député            | Député         | Parti        |
| ----------------------------------------------------- | ------------ | ----------------- | -------------- | ------------ |
| Greenwich and Woolwich issue de Greenwich et Woolwich |              |                   |                |              |
| 52e                                                   | 1997–2001    |                   | Nick Raynsford | Travailliste |
| 53e                                                   | 2001–2005    |                   | Nick Raynsford | Travailliste |
| 54e                                                   | 2005–2010    |                   | Nick Raynsford | Travailliste |
| 55e                                                   | 2010–2015    |                   | Nick Raynsford | Travailliste |
| 56e                                                   | 2015–2017    | Matthew Pennycook |                | Travailliste |
| 57e                                                   | 2017–2019    | Matthew Pennycook |                | Travailliste |
| 57e                                                   | 2019–Présent | Matthew Pennycook |                | Travailliste |

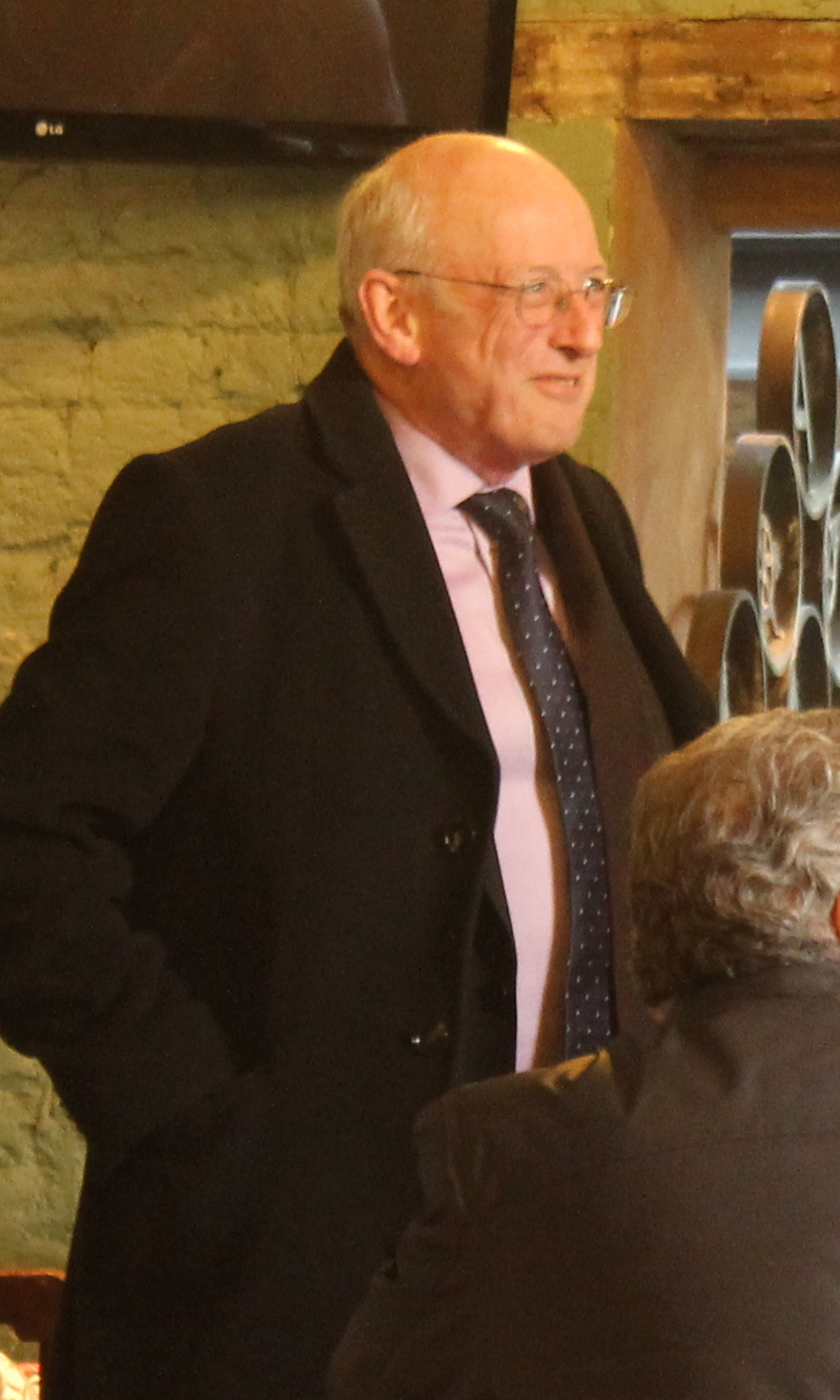
Nick Raynsford (1997-2015)
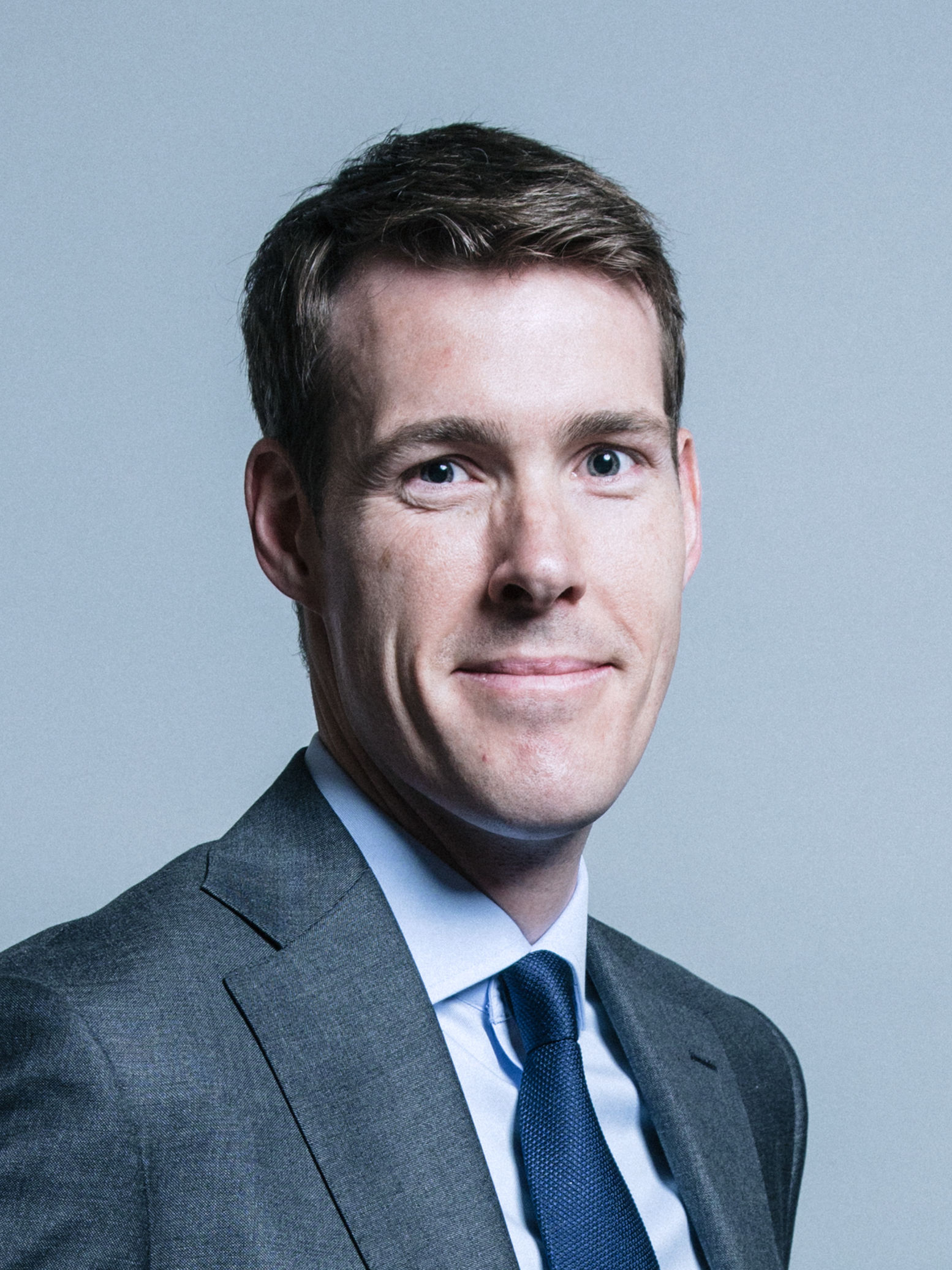
Matthew Pennycook (2015-Présent)